# Zetea
Zetea (in ungherese Zetelaka) è un comune della Romania di 5 853 abitanti, ubicato nel distretto di Harghita, nella regione storica della Transilvania.
Il comune è formato dall'unione di 6 villaggi: Desag, Izvoare, Poiana Târnavei, Sub Cetate, Șicasău, Zetea.
La maggioranza della popolazione (oltre il 98%) è di etnia Székely.